# Nimaetap
Nimaetap je bila egipatska kraljica supruga 2. i 3. dinastije; zvana je "kraljeva žena", "kraljeva majka" i "velika od žezla". 

## Životopis
| H | p · Aa5 | n | U2 | Aa11 · t |

Nimaetap je bila princeza Donjeg Egipta, koja se udala za Kasekemuija, posljednjeg vladara 2. dinastije, te s njim bila majka Džozera, a imala je s njim i dvije kćeri - Hetefernebti i Ineitkaues; Džozer i Hetefernebti su se vjenčali, a Ineitkaues se udala za Sanakta, koji je vladao nakon Kasekemuija, a prije Džozera. Moguće je da je bila majka Sanakta, te bi on tako bio sin Kasekemuija i stariji brat Džozera; ovo nikada nije dokazano. Poznata je po tome što je nadživjela muža; umrla je, dakle, nakon 2686. pr. Kr.

## Spominjanje
Ova je kraljica spomenuta u Kasekemuijevoj grobnici (grobnica V, Abid) i u grobnici K1, a pogrebni joj je kult spomenut u sakarskoj grobnici Mečena. Njegov otac Anubisemonek je živio u Nimaetapino vrijeme. 

## Vanjske poveznice
|  | Zajednički poslužitelj ima još gradiva o temi Nimaetap |